# Дершвиц, Эли
Эли Дершвиц (англ. Eli Dershwitz, род. 23 сентября 1995 года, Шерборн, Бостон, Массачусетс, США) — американский фехтовальщик на саблях, чемпион мира 2023 года, трёхкратный чемпион Панамериканских игр.

## Биография
Эли Дершвиц родился 23 сентября 1995 года в спальном районе Бостона Шерборне, штат Массачусетс, в еврейской семье. Его бабушка со стороны матери пережила Холокост в Польше, дед находился в эвакуации в Самарканде. Эли Дершвиц начал заниматься по совету своего старшего брата Филиппа и попал в клуб "Zeta Fencing", который находился недалеко от дома в другом пригороде Бостона Натике. Этот клуб является одним из базовых клубов страны, так как его руководитель — тренер национальной сборной США Зоран Тулум.
Эли — студент Гарвардского университета, где он изучает историю, а также является членом студенческой фехтовальной команды университета и выступает за него. В сезоне 2017/2018 он стал капитаном команды.
Эли Дершвиц превосходно начал свою карьеру: в 2014 году он выиграл чемпионат США и стал самым юным победителем соревнований саблистов в истории турнира. 2015 год сложился для американского фехтовальщика ещё ярче: он впервые в истории страны выиграл чемпионат мира среди юниоров в личной сабле, а затем стал двукратным чемпионом Панамериканских игр.
В 2016 году юный американец смог отобраться на Олимпийские игры в Рио-де-Жанейро, но выступил неудачно, проиграв в первом же раунде.
В 2018 году американец добился первого значимого успеха на главных соревнованиях мирового уровня: он занял второе место в личном сабле, на своём турнирном пути победив чемпиона мира Бенедикта Вагнера из Германии и двукратного олимпийского чемпиона венгра Арона Силадьи, но уступив в финальном поединке олимпийскому чемпиону и чемпиону мира корейцу Ким Джон Хвану.

## Лучшие результаты

### Чемпионаты мира
- Серебро — чемпионат мира 2018 года (Уси, Китай)